# Laitakari (ö i Finland, Lappland, Kemi-Torneå, lat 65,63, long 24,69)
Laitakari är en ö i Finland. Den ligger i Bottenviken och i kommunen Simo i den ekonomiska regionen  Kemi-Torneå i landskapet Lappland, i den norra delen av landet. Ön ligger omkring 110 kilometer söder om Rovaniemi och omkring 610 kilometer norr om Helsingfors.
Öns area är 31,3 hektar och dess största längd är 1,1 kilometer i sydöst-nordvästlig riktning.